# Ваната (Індіана)
Ваната (англ. Wanatah) — місто (англ. town) в США, в окрузі Лапорт штату Індіана. Населення — 1009 осіб (2020).

## Географія
Ваната розташована за координатами 41°25′49″ пн. ш. 86°53′33″ зх. д. / 41.43028° пн. ш. 86.89250° зх. д. (41.430404, -86.892554).  За даними Бюро перепису населення США в 2010 році місто мало площу 3,68 км², уся площа — суходіл.

## Демографія
Згідно з переписом 2010 року, у місті мешкало 1048 осіб у 436 домогосподарствах у складі 295 родин. Густота населення становила 285 осіб/км².  Було 459 помешкань (125/км²).
Расовий склад населення:
| - 96,9 % — білих - 1,0 % — корінних американців - 0,2 % — азіатів - 0,1 % — вихідців з тихоокеанських островів - 0,1 % — чорних або афроамериканців |

До двох чи більше рас належало 1,5 %. Частка іспаномовних становила 3,0 % від усіх жителів.
За віковим діапазоном населення розподілялося таким чином: 22,9 % — особи молодші 18 років, 64,6 % — особи у віці 18—64 років, 12,5 % — особи у віці 65 років та старші. Медіана віку мешканця становила 40,2 року. На 100 осіб жіночої статі у місті припадало 100,0 чоловіків;  на 100 жінок у віці від 18 років та старших — 93,8 чоловіків також старших 18 років.
Середній дохід на одне домашнє господарство  становив 60 671 долар США (медіана — 53 750), а середній дохід на одну сім'ю — 68 444 долари (медіана — 56 818). За межею бідності перебувало 16,3 % осіб, у тому числі 30,2 % дітей у віці до 18 років та 1,8 % осіб у віці 65 років та старших.
Цивільне працевлаштоване населення становило 543 особи. Основні галузі зайнятості: освіта, охорона здоров'я та соціальна допомога — 21,7 %, виробництво — 14,7 %, мистецтво, розваги та відпочинок — 13,4 %.